# Ningírszu (település)
Ningírszu (sumer 𒊩𒌆𒄊𒋢𒆠 nin-gir2-suki) a kora ókori Sumer egyik jelentős települése. Neve eredetileg valószínűleg csak Girszu volt, amelynek jelentése általában „tönkölybúza”. Írásban ezért megkülönböztették tőle a NIN logogrammával, így lett Ningirszu, amely névalak megegyezik a lagasi Ningírszu isten nevével. A település Lagastól 28 kilométerre fekszik, a mai Tell Lawh (vagy Tello[h]) nevű domb alatt.
Ningírszu legkorábbi rétegeinek feltárását talajvíz akadályozza, ezért csak valószínűsíthető, hogy az Ubaid-kultúra idején, az i. e. 5. évezredben, de legkésőbb a Dzsemdet Naszr-kultúra (i. e. 4. évezred) idején már lakott volt. Igazi jelentőségét Gudea korától kapta, amikor Lagas államának fővárosává lett. A politikai élet és a vallási központ ide települt. Gudea nagyszabású templomépítési és restaurációs programot hajtott végre itt. Az uri hatalom bukásával jelentéktelenné vált, de még az i. e. 2. században is lakott volt.
A városban jelentős sumer nyelvű agyagtábla- és más feliratos leletek kerültek elő, többek között a keselyűsztélé. Összesen mintegy 50 000 ékírásos dokumentum ismert.